# Allgemeiner Jüdischer Arbeiterbund
Der Allgemeine jüdische Arbeiterbund in Litauen, Polen und Russland (jiddisch אַלגעמײנער ייִדישער אַרבעטער־בונד אין ליטע, פּױלן און רוסלאַנד algemeyner yidisher arbeter-bund in lite, poyln un rusland, russisch Всеобщий еврейский рабочий союз в Литве, Польше и России), allgemein genannt Der Bund (בונד, Бунд), war eine jüdische Arbeiterpartei, die in den Jahren von 1897 bis 1935 in mehreren osteuropäischen Ländern aktiv war. Sie ist die Keimzelle der Bundistischen Bewegung und lebt heute in mehreren Nachfolgeorganisationen (z. B. dem International Jewish Labor Bund) weiter.

## Anfänge
Der Allgemeine jüdische Arbeiterbund für Polen und Russland wurde am 7. November 1897 in Wilna gegründet. Der Name war abgeleitet vom Allgemeinen Deutschen Arbeiterverein. Damals umfasste das zaristische Russland auch Litauen, Weißrussland, die Ukraine und einen Großteil Polens – Länder, in denen die meisten Juden weltweit lebten. 1901 wurde der Name erweitert um „in Litauen“.

## Inhalte
Hauptziel war es, alle jüdischen Arbeiter des zaristischen Russlands in einer sozialistischen Partei zu vereinigen. Der Bund wollte sich mit der russischen Sozialdemokratie verbünden, um sozialistische und demokratische Veränderungen in Russland zu erreichen. Ziel war die gesetzliche Anerkennung der Juden in Russland als eigene Nation mit Minderheitenstatus. Der Bund war festgelegt auf Marxismus, Anti-Klerikalismus und auf Nicht-Zionismus, wobei die Politik von Lenin abgelehnt wurde. Der Bund wurde in der Sowjetunion Ende 1922 für illegal erklärt und führende Mitglieder hingerichtet bzw. fielen später den Stalinistischen Säuberungen zum Opfer.
Der Bund war eine säkulare sozialistische Partei und kritisierte die „reaktionäre Natur des traditionellen jüdischen Lebens in Russland“. Er widersetzte sich ebenfalls hartnäckig dem Zionismus mit der Argumentation, dass die Emigration nach Palästina eine Form des Eskapismus sei.
Der Bund warb für den Gebrauch des Jiddischen als jüdischer Nationalsprache (Beschluss des 8. Parteitages 1910 in Lemberg). Er wandte sich gegen das zionistische Projekt der Wiederbelebung des Hebräischen.
Die Doktrin des „Bundes“ fasste Vladimir Medem 1916 wie folgt zusammen: „Nehmen wir an, ein Land besteht aus mehreren Nationalitäten, etwa Polen, Litauer und Juden. Jede dieser Nationalitäten muss eine eigene Bewegung gründen. Alle Bürger einer bestimmten Nationalität müssen einer eigenen Organisation beitreten, die eine Vertreterversammlung in jeder Region und eine allgemeine Vertretung auf Landesebene gründet.“ Die Nationalitäten müssten selbstständige Finanzhoheit haben und das Recht, „Steuern von ihren Mitgliedern zu erheben; der Staat kann aber auch jeder Nationalität aus seinen öffentlichen Mitteln einen entsprechenden Budgetanteil zuteilen.“ Jeder Staatsbürger wäre Mitglied einer nationalen Gruppe, könne diese aber frei wählen. Diese autonomen Bewegungen sollten sich im Rahmen der vom Parlament erlassenen Gesetze entwickeln. Im eigenen Kompetenzbereich wären sie „jedoch autonom, und keine von ihnen hat das Recht, sich in die Angelegenheiten der anderen einzumischen.“

## Mitglieder
Der Bund gewann Mitglieder aus den Reihen jüdischer Künstler und Arbeiter, aber ebenso der wachsenden Gruppe der Intelligenzija für sich. Der Bund soll 1906 33.000 Mitglieder gehabt haben und war die stärkste jüdische Partei in Polen am Vorabend des Zweiten Weltkrieges.
Er litt wie alle jüdischen Organisationen an einem ständigen Schwund aktiver Mitglieder durch Emigration und wurde im Zweiten Weltkrieg durch die Nationalsozialisten fast vernichtet.

## Entwicklung bis 1917
Der Bund wurde bald zu einer auch international vernetzten Gesellschaft jüdischer Sozialisten, hatte politische Kontakte u. a. zu Lenin, Rosa Luxemburg und Otto Bauer und war in vielen europäischen Ländern aktiv.
Er agierte sowohl als politische Partei (soweit die politischen Bedingungen dies erlaubten) als auch als Gewerkschaft. Er gründete zusammen mit der zionistischen Bewegung Poalei Tzion Selbstverteidigungsgruppen, die die jüdischen Gemeinden vor Pogromen und Regierungstruppen schützen sollten.

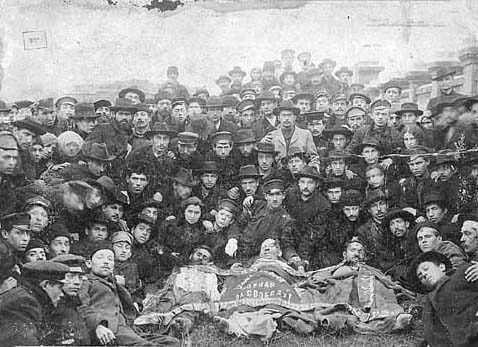
Bundisten mit Toten, 1905

Eine entscheidende Rolle spielten die weißrussischen Bundisten in der Russischen Revolution von 1905, die sie in den jüdischen Städten anführten.
1910 wurde aus den Reihen der Bundisten und der Sozialdemokratie des Königreichs Polen und Litauens (SDKPiL) die Jugendorganisation Tsukunft gegründet. 1910 entstand in Krakau der erste Sportklub Morgenstern (Jutrzenka), weitere folgten (Jutrznia Warschau, 1922).

## 1917 bis 1920

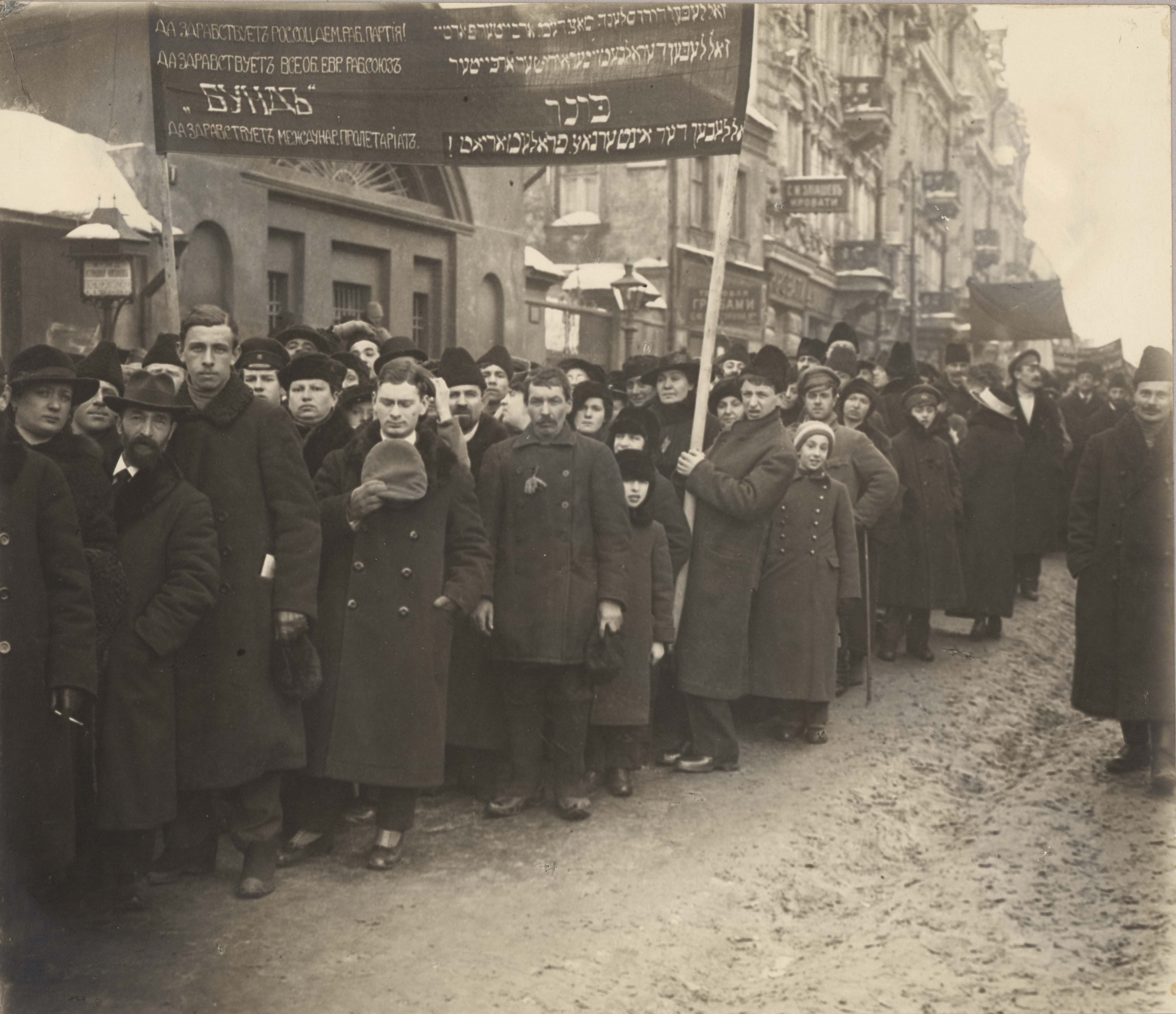
Bundisten-Demonstration 1917

Der Bund unterstützte die Provisorische Regierung in Russland nach der Februarrevolution 1917.
Die Oktoberrevolution 1917 wurde von den meisten Mitgliedern abgelehnt.
1918 spaltete sich in der Ukraine ein Kommunistischer Bund ab.
1919 teilte sich die gesamte Partei in einen Kommunistischen Bund und einen Sozialdemokratischen Bund.
Der Kombund trat 1920 der Russischen Kommunistischen Partei bei.
Viele Bundisten emigrierten nach Festigung der Sowjetmacht.

## Polen und Litauen
Polen und Litauen wurden 1918 unabhängig, und der Bund fuhr mit seinen Aktivitäten in diesen Ländern fort, besonders in den jüdischen Städten des östlichen Polens. In Polen brachten die Bundisten den Einwand vor, dass Juden besser bleiben und für den Sozialismus kämpfen sollten, statt zu emigrieren. Als der revisionistisch-zionistische Anführer Wladimir Jabotinsky durch Polen reiste, um für die „Evakuierung“ europäischer Juden zu werben, bezichtigten ihn die Bundisten, dem Antisemitismus Vorschub zu leisten.
Der Konflikt zwischen Bundisten und Revisionisten wurde in den 1980er Jahren in einem Theaterstück des israelischen Dramatikers Joshua Sobol vor dem Hintergrund der Verfolgung durch die Nationalsozialisten aufgearbeitet. Das Stück „Ghetto“ beschreibt den Konflikt zwischen dem Bundisten (und Bibliothekar des Wilnaer Ghettos) Herman Kruk und dem von den Nationalsozialisten eingesetzten Chef der jüdischen Ghettopolizei, Jacob Gens, der ein Anhänger der Bewegung von Jabotinsky war.
Während des Zweiten Weltkriegs operierte der Bund als Untergrundorganisation in Polen weiter. Er spielte eine wichtige Rolle beim Aufbau des Widerstands im Warschauer Ghetto. Während des Krieges wurde er in Polen von Leon Feiner, im Exil von Szmuel Zygielbojm geleitet. Zu den Mitgliedern gehörte auch Marek Edelman. Aber die Massaker an polnischen Juden während der Shoa zerstörten sowohl seine personelle Basis als auch den Glauben, seine Ziele erreichen zu können. Bis 1945 glaubten nur noch wenige der überlebenden Juden Osteuropas an die besondere Vision des Bunds von Sozialismus oder an eine Zukunft für Juden in Europa, und die meisten der Überlebenden emigrierten nach Israel. Die zwangsweise Einrichtung eines kommunistischen Regimes in Polen vernichtete, was vom Bund noch übrig war.

## Nachfolgeorganisationen
Die Bundistische Bewegung überlebte als Minderheitenbewegung in jüdischen Gemeinden der Vereinigten Staaten von Amerika, Kanada und Australien sowie in Israel („Jewish Socialist Labour Bund“). Bereits zwischen den Weltkriegen waren Bundisten in der jüdischen Emigrantengemeinde in New York City aktiv. 1947 wurde auf einer Konferenz in Belgien die Nachfolgeorganisation Internationaler Jüdischer Arbeiterbund (International Jewish Labor Bund) gegründet. Der letzte bekannte verbliebene Aktivist der israelischen Sektion des Bundes, Yitzhak Luden, starb im November 2017.
In den letzten Jahren sind neue Gruppen von „Bundisten“ beziehungsweise Neo-Bundisten entstanden. Dazu gehört der „Jüdische antifaschistische Bund“ in Deutschland und der Aktivismus rund um Isabel Frey in Wien.